# Dyan-Mu Dorsa
Dyan-Mu Dorsa zijn lage heuvelruggen op de planeet Venus. De Dyan-Mu Dorsa werden in 1985 genoemd naar Dyan-Mu, de godin van de bliksem in de Chinese mythologie.
De richels hebben een lengte van 687 kilometer en bevinden zich in het quadrangle Snegurochka Planitia (V-1).